# La Chapelle-Blanche-Saint-Martin
La Chapelle-Blanche-Saint-Martin ist eine Gemeinde im französischen Département Indre-et-Loire in der Region Centre-Val de Loire. Sie grenzt im Nordwesten an Bossée, im Norden an Manthelan, im Osten an Vou, im Süden an Ligueil und im Westen an Bournan.

## Bevölkerungsentwicklung
| Jahr      | 1962 | 1968 | 1975 | 1982 | 1990 | 1999 | 2008 | 2015 |
| --------- | ---- | ---- | ---- | ---- | ---- | ---- | ---- | ---- |
| Einwohner | 715  | 717  | 628  | 609  | 518  | 520  | 633  | 687  |

## Sehenswürdigkeiten
- Schloss Grillemont, Monument historique
- Kirche Saint-Martin, Montument historique

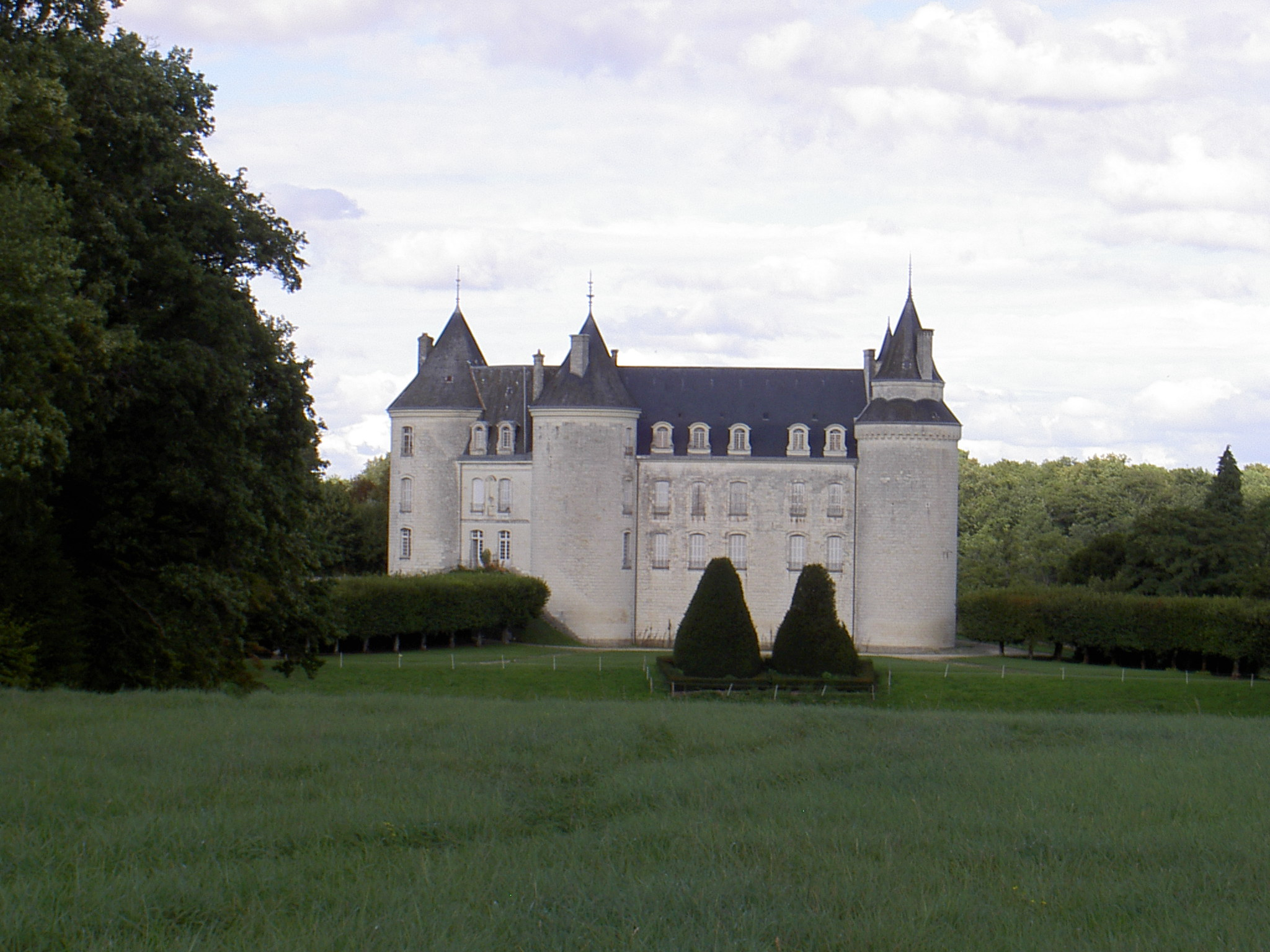
Schloss Grillemont
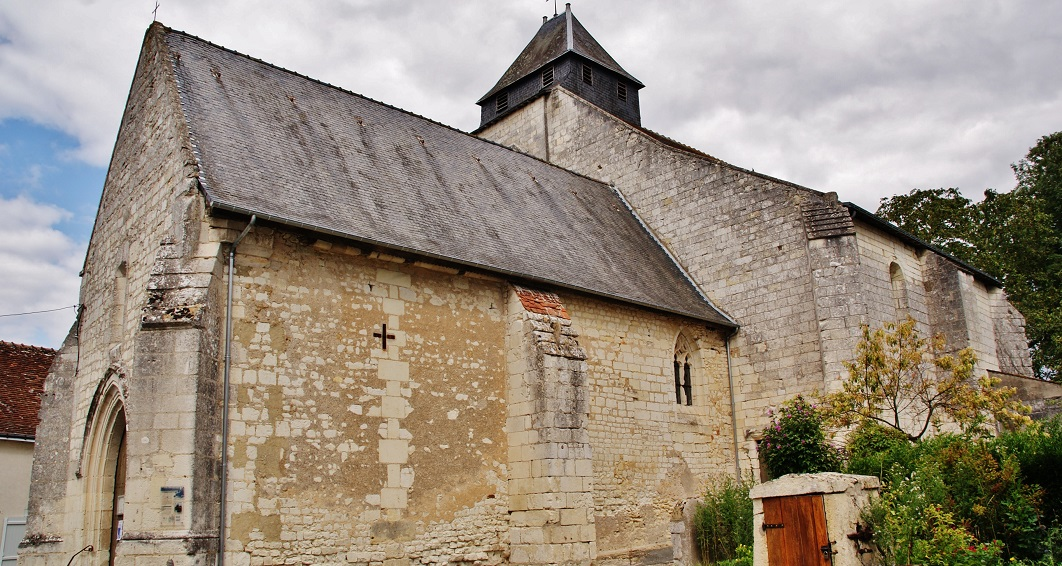
Kirche Saint-Martin